# With Doom We Come
With Doom We Come es el octavo álbum de la banda austríaca de black metal y Ambient black metal/epic black metal Summoning. Las canciones están inspiradas en la literatura de J. R. R. Tolkien. El arte de la portada está basado en una obra del pintor austríaco Georg Janny: The Dragon's cave (de 1917). 

## Listado de canciones
| N.º | Título                        | Duración |  |
| 1.  | «Tar-Calion»                  | 7:15     |  |
| 2.  | «Silvertine»                  | 8:53     |  |
| 3.  | «Carcharoth»                  | 9:19     |  |
| 4.  | «Herumor»                     | 7:08     |  |
| 5.  | «Barrow-downs» (instrumental) | 2:47     |  |
| 6.  | «Night Fell Behind»           | 10:59    |  |
| 7.  | «Mirklands»                   | 10:59    |  |
| 8.  | «With Doom I Come»            | 11:17    |  |

| Bonus tracks |                                                    |          |  |
| N.º          | Título                                             | Duración |  |
| 9.           | «As Echoes from the World of Old»                  | 09:05    |  |
| 10.          | «And Wonder Walks the Forest Eaves» (instrumental) | 04:34    |  |

## Formación
- Protector - guitarras, batería programada, voces en las canciones 3, 6 y 8, coros en 4 y 8.
- Silenius - teclados, voces en las canciones 2, 4 y 7, coros en 4 y 8.
- Erika Szűcs - coros en 4 y 8.

## Posiciones en las listas
| Listas (2018)                       | Posición más alta |
| ----------------------------------- | ----------------- |
| Austria (Ö3 Austria)                | 36                |
| Finlandia (Suomen Virallinen Lista) | 29                |
| Alemania (Media Control Charts)     | 17                |
| Suecia (Sverigetopplistan)          | 51                |
| Suiza (Schweizer Hitparade)         | 61                |